# Tepuibasis garciana
Tepuibasis garciana är en trollsländeart som beskrevs av De Marmels 2007. Tepuibasis garciana ingår i släktet Tepuibasis och familjen dammflicksländor. Inga underarter finns listade i Catalogue of Life.